# Шернваль (баронский род)
Шернваль (швед. Stjernvall) — баронский род.

## Происхождение и история рода
Высочайшим указом, от 1 / 13 января 1875 года, инженер, тайный советник Канут Иванович (Канут-Адольф-Людвиг) Шернваль возведен, с нисходящим его потомством, в баронское достоинство Великого Княжества Финляндского. Род его внесен, в 1889 году, в матрикул Рыцарского Дома Великого Княжества Финляндского, в число родов баронских, под № 59.
Высочайшим указом, от 27 марта / 8 апреля 1854 года, в звании камер-юнкера, статскому советнику Эмилию Карловичу (Карлу-Кануту-Эмилию) Шернваль дозволено присоединить к своей фамилии и гербу, фамилию, герб и титул отчима его, тайного советника барона Карла-Иоанна Эриховича Валлен и именоваться впредь, потомственно, бароном Шернваль-Валлен.
Род его внесен, 27 марта / 8 апреля 1856 года, в матрикул Рыцарского Дома Великого Княжества Финляндского, в число родов баронских, под № 38, как и род отчима его, барона Валлен.

## Описание герба
по Долгорукову
В лазоревом поле золотая стена и три серебряных пятиугольных звезды: две над стеной и одна внизу.
На щите дворянский коронованный шлем. Нашлемник: три страусовых пера, на каждом из которых серебряная пятиугольная звезда. Намёт на щите золотой, подложенный лазоревым.